# Hydrogenimonas cancrithermarum
Hydrogenimonas cancrithermarum ist eine Spezies (Art) mesophil (mäßig wärmeliebender) schwefeloxidierender Bakterien der Klasse Epsilonproteobacteria (auch Campylobacteria  genannt).
Sie wurde, wie von Sayaka Mino et al. 2023 berichtet, auf einer Expedition des Forschungsschiffes R/V Atlantis mit dem Tiefsee-U-Boot (DSV) Alvin im November 2014 in diffusen Quellflüssigkeiten am Tiefsee-Hydrothermalschlot Crab Spa (9,83° N, 104,29° W) des Ostpazifischen Rückens entdeckt (Referenzstamm ISO32T).
Die Bakterien sind chemolithoautotroph und oxidieren Wasserstoff und Thiosulfat

## Beschreibung
Die Zellen des Referenzstamms ISO32T wurden als stäbchenförmig beschrieben.
Sie sind beweglich (motil) dank einer  einzigen endständigen (polaren) Geißel.
Das Isolat wuchs in einem Temperaturbereich zwischen 30 und 55 °C (optimal 43 °C) und in einem pH-Bereich zwischen 5,3 und 7,6 (optimal pH 5,8). Die Salzkonzentration lag konnte dabei zwischen 2,0 und 4,0 % NaCl liegen mit einem Optimum von 2,5 %.
Das Isolat war in der Lage, chemolithoautotroph zu wachsen, wobei molekularer Wasserstoff (H2), Thiosulfat,  elementarer Schwefel oder Nitrat verstoffwechselt und als Elektronendonator bzw. Elektronenakzeptor benutzt werden.
Die Gattung Hydrogenimonas war zum Zeitpunkt der Erstbeschreibung 2023 mit den beiden Spezies H. thermophila und H. urashimensis als thermophil (hitzeliebend) beschrieben.
Der neue Stamm ISO32T war der erste mesophile (an gemäßigte Temperaturen angepasste) schwefeloxidierende Vertreter in der Gattung, und unterscheidet sich deutlich von beiden anderen Spezies dieser Gattung, so dass er von Mino et al. einer neuen Art, H. cancrithermarum, zugewiesen wurde.
Chemolithoautotrophe Arten der Klasse Campylobacteria (Epsilonproteobakterien) sind eine ökologisch wichtige Bakteriengruppe an Hydrothermalquellen, wo sie zur Primärproduktion von Biomasse beitragen.
Andere Mitglieder dieser Klasse, z. B. die Gattungen Helicobacter, Arcobacter und Campylobacter, sind dagegen als Krankheitserreger für Menschen und Tiere bekannt.

## Genom und Proteom
Das Genom des Referenzstamms ISO32T besteht aus folgenden Teilen:
- Bakterienchromosom mit  2.310.532 bp (Basenpaaren) mit 2.399 Genen (total), davon
2.330 kodierende Gene
59 Gene für RNAs (9 rRNAs, 47 tRNAs)
10 Pseudogene
- Plasmid pISO32_1 mit 62.842 bp, kodiert eine als N-6 bezeichnete DNA-Methylase
- Plasmid pISO32_2 mit 5.320 bp, kodiert u. a. ein Replikations-Initiationsprotein und das Plasmid-Mobilisierungs-Relaxosom-Protein MobC[A. 1]

Interessanterweise kodiert das Bakterienchromosom für eine Phospho-Transacetylase (Pta) und eine Acetat-Kinase (AckA). Beide sind als Katalysatoren für den Pta-AckA-Stoffwechselweg verantwortlich. Dieser ist konserviert unter Hydrogenimonas  und den verwandten Gattungen, unabhängig von deren Stoffwechsel und Pathogenität. Der Pta-AkaA-Stoffwechselweg spielt bei einer pathogenen Campylobacter-Spezies eine wichtige Rolle bei der Infektion von Wirten.
Sein Vorhandensein in einer Hydrogenimonas-Art deutet auf eine wichtige evolutionäre Anpassung hin, wichtig für das Verständnis der Evolution und Diversifizierung der Epsilonproteobacteria (alias Campylobacteria).

## Etymologie
Der Gattungsname Hydrogenimonas leitet sich ab von neulateinisch hydrogenum ‚Wasserstoff‘ (wörtlich ‚Wasser erzeugend‘ – zusammen mit Sauerstoff – altgriechisch ὕδωρ húdōr und γεννάω gennaō), sowie lateinisch monas ‚Einheit‘, ‚Einzeller‘. Hydrogenimonas deutet also auf einen Wasserstoff-verstoffwechselnden Einzeller hin.
Das Art-Epitheton cancrithermarum leitet sich ab von lateinisch cancer, deutsch ‚Krabbe‘, englisch crab und dem Genitiv von thermae ‚Thermen‘, ‚warme Bäder‘, ein Hinweis auf den Tiefseeschlot ‚Crab Spa‘, von dem der Referenzstamm isoliert wurde.